# Klaus Sallmann
Klaus Günther Sallmann (* 24. September 1934 in Thakhek in Laos; † 9. Juli 2023 in Mainz) war ein deutscher Klassischer Philologe und Hochschullehrer.

## Leben
Klaus Günther Sallmann wurde als Sohn des Bergbauingenieurs Karl-Heinz Sallmann und dessen Ehefrau Ruth Sallmann, geborene Sallmann, geboren. Er besuchte die Volksschule in Köln und zog nach dem ersten Jahr am Gymnasium nach Marburg, wo er das Gymnasium Philippinum besuchte. Sein Abitur legte er Ostern 1954 am Kaiser-Karls-Gymnasium in Aachen ab. Sein erstes Studienjahr verbrachte er in Tübingen, das zweite in Basel, das dritte wieder in Tübingen, die letzten zwei in Köln. Er besuchte Veranstaltungen unter anderem bei Wolfgang Schadewaldt, Hans Krahe, Otto Friedrich Bollnow, Karl Jaspers, Josef Kroll, Andreas Rumpf, Hellfried Dahlmann, Hans Herter und Albrecht Dihle. Seine von Dihle und Dahlmann betreute Dissertation Die Natur bei Lukrez, die er am 19. Dezember 1959 verteidigte und mit der er zum Dr. phil. promoviert wurde, erschien 1961 im Archiv für Begriffsgeschichte.
Im Jahr 1968 habilitierte Sallmann sich in Mainz. Er wurde 1971 Wissenschaftlicher Rat und Professor, 1973 außerplanmäßiger Professor für Klassische Philologie an der Universität Mainz, wo er auch Römische Satire, Philosophie und Naturwissenschaften lehrte und 1999 pensioniert wurde. Von 1981 bis 1983 war Sallmann Dekan des Fachbereichs Philologie III der Universität Mainz. Ab 1977 war er Mitglied der Academia Latinitati inter omnes gentes fovendae und ab 1992 der Akademie gemeinnütziger Wissenschaften zu Erfurt.
Klaus Günther Sallmann hat sich unter anderem mit Lukrez, der augusteischen Dichtung (Horaz, Ovid), dem älteren Plinius und Censorinus beschäftigt. Er kümmerte sich auch um die Förderung des Lateins als lebender Sprache.
Im Juli 2023 starb Klaus Sallmann im Alter von 88 Jahren in Mainz. Er war evangelisch, ab 1959 mit Ricarda Sallmann, geborene Rother, verheiratet und hatte drei Kinder (Friedrike, Joachim und Peter).

## Schriften (Auswahl)
- Die Natur bei Lukrez. Natura und der Naturbegriff. In: Archiv für Begriffsgeschichte. Band 7 (1961); zugleich Philosophische Dissertation Köln 1959.
- Die Geographie des älteren Plinius in ihrem Verhältnis zu Varro. Versuch einer Quellenanalyse. De Gruyter, Berlin 1971, ISBN 3-11-001838-1.
- Forschungsberichte Plinius der ältere 1938–1970. 1977.
- Censorinus, De die natali. Betrachtungen zum Tag der Geburt. Stuttgart 1988, ISBN 3322004554.
- mit Udo Reinhardt: Musa iocosa. Arbeiten über Humor und Witz, Komik und Komödie der Antike. Andreas Thierfelder zum 70. Geburtstag am 15. Juni 1973. Hildesheim 1974, ISBN 3487051184.
- Klassische Autoren der Antike. Frankfurt 1992.
- Kleine Enzyklopädie der antiken Autoren. Literarische Porträts von Homer bis Boethius. Frankfurt 1996, ISBN 3458335560
- Die Literatur  des Umbruchs. Von der römischen zur christlichen Literatur. 117–283 n. Chr. (= HLL 4) München 1997, ISBN 978-3-406-39020-3